# Giants! Gaming
Giants! Gaming (Eigenschreibweise: GIANTS! Gaming) ist ein im Juli 2012 gegründetes spanisches E-Sport-Team. Es ist derzeit in der League of Legends aktiv und spielt in der zweithöchsten europäischen Liga, der League of Legends Challenger Series (kurz: CS).

## League of Legends

### Aktuelles Roster
Die spanische Organisation wurde im Spätsommer 2012 gegründet. Bis zur Aufnahme von Oskar „G0DFRED“ Lundströms bestand die Mannschaft von Giant ausschließlich aus Spielern von der Iberischen Halbinsel – darunter auch Namen wie Alfonso „Mithy“ Aguirre Rodriguez und schließlich Isaac „xPePii“ Flores Alvarado.

### Organisation
| Nat.     | Name                      | Rolle |
| -------- | ------------------------- | ----- |
| Portugal | André „Guilhoto“ Guilhoto | Coach |

### Lineup im Juli 2017
| Nat.        | Name                          | Position |
| ----------- | ----------------------------- | -------- |
| Korea Sud   | Kim „Ruin“ Hyeong-min         | Top Lane |
| Deutschland | Erberk „Gilius“ Demir         | Jungle   |
| Italien     | Daniele „Jiizuké“ di Mauro    | Mid Lane |
| Portugal    | Amadeu „Minitroupax“ Carvalho | AD-Carry |
| Polen       | Jakub „Jactroll“ Skurzyński   | Support  |

### Ehemalige Mitglieder (Auszug)
- Oskar „G0DFRED“ Lundström  (Support)
- Isaac „xPePii“ Flores  (Mid)
- Kim „Wisdom“ Tae-Wan (Jungle)
- Jorge „Werlyb“ Casanovas (Top)
- Adrián „Adryh“ Pérez (ADC)
- Joachim „betongjocke“ Rasmussen (Jungle)
- Lennart „SmittyJ“ Warkus (Top)
- Nubar „Maxlore“ Sarafian (Jungle)
- Son „S0NSTAR“ Seung-ik (ADC)

## Counter-Strike: Global Offensive

### Organisation
| Nat.    | Name                | Rolle |
| ------- | ------------------- | ----- |
| Spanien | Ovidio „OvaX“ Gómez | Coach |

### Lineup im Juli 2017
| Nat.     | Name                           |
| -------- | ------------------------------ |
| Spanien  | Johnatan „MusambaN1“ Torrent   |
| Spanien  | Iván „NaOw“ González           |
| Spanien  | Raúl Jordán „DeaTh“ Nieto      |
| Spanien  | Javier Huélamo „Vasili“ Gracia |
| Spanien  | Ruben Jesus „TorPe“ Gomez      |
| Danemark | Oliver „oW“ Winther            |